# Daniel Mason
Daniel Mason (c. 1976) es un novelista estadounidense. Creció en Palo Alto, California. Recibió un BA en biología por la Universidad de Harvard en 1994, graduándose en la parte superior de su clase. Más tarde se graduó por la Escuela médica en la Universidad de California, San Francisco. 
Escribió su primera novela, El afinador de pianos, mientras estudiaba medicina. El libro fue un éxito de ventas y se publicó en 27 países. La segunda novela de Mason, Un País Lejano, se publicó en marzo de 2007.

## Libros
- El afinador de pianos - 2002
- Un País Lejano - 2007
- Muerte del Pugilista, o La Batalla Famosa de Jacob Burke & Blindman McGraw - 2008[2]